# La muette de Portici
La muette de Portici (deutsch Die Stumme von Portici) ist eine große historische Oper in fünf Akten des Komponisten Daniel-François-Esprit Auber. Das Libretto stammt von Eugène Scribe und Germain Delavigne. Am 29. Februar 1828 wurde dieses Werk an der Pariser Oper uraufgeführt.

## Handlung
Die Handlung bezieht sich auf eine Revolte der Neapolitaner unter Tommaso Aniello d’Amalfi gegen die spanischen Besatzer im 17. Jahrhundert. Portici ist der Name eines kleinen Fischerhafens, eines Vororts von Neapel. Die Titelfigur Fenella ist – naheliegend, aber für eine Oper doch ungewöhnlich – eine stumme Rolle.
Die Oper beginnt mit den Vorbereitungen zur Hochzeit der Prinzessin Elvire mit Alphonse, dem Sohn des spanischen Vizekönigs. Das stumme Mädchen Fenella erkennt ihn als ihren Vergewaltiger und Entführer. Dies provoziert ihren Bruder, den Fischer Masaniello, einen Aufstand gegen die verhasste spanische Besatzung anzuführen. Elvire vergibt Alphonse und versucht, Fenella zu finden. Als Masaniello die Kontrolle über den Aufstand zu verlieren droht, suchen Alphonse und Elvire Schutz bei Masaniello, der nun den Zorn seiner rebellischen Freunde fürchten muss. Sein Freund Pietro sieht in ihm einen Verräter und potentiellen Tyrannen und vergiftet ihn. Sterbend gelingt es Masaniello, Elvire vor den Rebellen zu retten. Alphonse ist es zwischenzeitlich gelungen, Truppen gegen die Revolte zu mobilisieren. Am Ende der Oper bricht der Vesuv aus, und Fenella stürzt sich verzweifelt in die glühende Lava.
1. Akt – Vor einer Kapelle
2. Akt – Am Meeresstrand
3. Akt – Marktplatz in Neapel
4. Akt – Masaniellos Wohnung
5. Akt – Festsaal im Palast mit Blick auf den Vesuv

## Orchester
Die Orchesterbesetzung der Oper umfasst die folgenden Instrumente:
- Holzbläser: Piccoloflöte, zwei Flöten, zwei Oboen, zwei Klarinetten, vier Fagotte
- Blechbläser: vier Hörner, zwei Trompeten, drei Posaunen, Ophikleide
- Pauken, Schlagzeug: Triangel, Becken, Tamtam, große Trommel, Militärtrommel
- Streicher: Violinen 1, Violinen 2, Bratschen, Violoncelli, Kontrabässe
- Bühnenmusik: Flöte, zwei Klarinetten, zwei Fagotte, zwei Hörner, Glocke in c’’

## Werkgeschichte
Die Uraufführung an der Pariser Oper (Salle Le Peletier) dirigierte François-Antoine Habeneck. Regie führte Louis Solomé. Die Choreografie stammte von Jean-Pierre Aumer und das Bühnenbild von Pierre-Luc-Charles Cicéri. Es sangen Pierre-Auguste „Alexis“ Dupont (Alphonse), Jean-Étienne-Auguste Massol (Lorenzo), Ferdinand Prévost (Selva), Adolphe Nourrit (Masaniello), Alexandre-Aimé Prévost (Borella), Henri-Bernard Dabadie (Pietro), Charles-Louis [Beltrame] Pouilley (Moreno), Laure Cinti-Damoreau (Elvire) und Mlle Larotte/Lorotte (Ehrendame). Die Oper hatte einen durchschlagenden Erfolg. Bis 1882 wurde das Werk allein in Paris 505 mal aufgeführt und in Berlin bis zur Jahrhundertwende 285 mal. Sie gilt als erstes Werk des französischen Grand-opéra-Genres.
An der Pariser Oper erlebte diese Oper 1840 bereits ihre 100. Aufführung; 1880 konnte die 500. gefeiert werden. Karl August von Lichtenstein übersetzte das Libretto und bereits am 16. Oktober 1828 kam  das Stück am Theater Rudolstadt zur Aufführung. Im darauffolgenden Jahr kam die Oper unter dem Titel Die Stumme oder Untreue und edle Rache in der Übersetzung (und Bearbeitung) von Margarethe Bernbrunn (Pseudonym Adalbert Prix) am Theater in der Josefstadt (Wien) zur Aufführung.

### Aufführung in Brüssel 1830
Die Aufführung der Oper im Theater La Monnaie/De Munt in Brüssel am 25. August 1830, anlässlich des 58. Geburtstages von König Wilhelm I. der Niederlande, hatte weitreichende Folgen. Wilhelm regierte damals, als Folge der Beschlüsse des Wiener Kongresses, über die katholischen, ehemaligen Habsburgischen Niederlande. Auslöser war das Duett Amour sacré de la patrie („Die heilige Liebe zum Vaterland“):
| Amour sacré de la patrie, Rends-nous l’audace et la fierté; A mon pays je dois la vie. Il me devra sa liberté. |  | Geheiligte Liebe zum Vaterland, Gib uns Wagemut und Stolz zurück; Meinem Land verdanke ich das Leben. Es wird mir seine Freiheit verdanken. |

Die Zuschauer waren hierdurch bereits sehr erregt, als Masaniello im dritten Akt mit einer Axt in der Hand sang: „Laufet zur Rache!  Die Waffen, das Feuer! Auf dass unsere Wachsamkeit unserem Leid ein Ende bereite!“ Daraufhin erhob sich das Publikum und rief „Aux armes! aux armes!“ (Zu den Waffen! Zu den Waffen!).
Die nach der Opernaufführung ausgelösten Unruhen gegen die ungeliebte niederländische Herrschaft führten zur Belgischen Revolution und schließlich zur Unabhängigkeit Belgiens.

### Neuere Rezeptionsgeschichte
Die Oper wird heute vergleichsweise selten aufgeführt, dies unter anderem 1991 in Marseille und 2002 in Aachen.
Unter der Leitung des GMD Antony Hermus fand am 24. April 2010 am Anhaltischen Theater Dessau die Premiere der Oper in Originalsprache mit deutschen Übertiteln statt.
Im  Badischen Staatstheater Karlsruhe wurde die Oper 1993 in deutscher Sprache aufgeführt. Deutschsprachige Neufassung von Karl Dietrich Gräwe. Die Premiere war am 19. Juni 1993
Im Jahre 2019 wurde die Oper in Kiel (Opernhaus) unter der Leitung von Daniel Carlberg gespielt. Premiere war am 27. April. Die Aufführung fand in französischer Sprache mit deutschen Übertiteln unter Verwendung der kritischen Ausgabe von Peter Kaiser statt.

## Aufnahmen
- 1979 (?) – Jean Doussard (Dirigent), Orchestre Lyrique de l’ORTF Paris, Chœurs du Radio France.
 André Mallabrera (Alphonse), Yves Bisson (Masaniello), Monique de Pondeau (Elvire)
 Live, konzertant aus Paris.
 RRE 186-8 (3 LPs).[3]:319
- 1985 (?) – Myer Fredman (Dirigent), BBC Northern Symphony-Orchestra.
 Adrien de Peyer (Alphonse), Bernard Dickerson (Lorenzo), Alan Opie (Selva), Maurice Maievsky (Masaniello), Neilson Taylor (Pietro), Janet Price (Elvire).
 Live, konzertant aus London.
 MRF 123 LP: N.A.[3]:320
- 16.–26. September 1986 – Thomas Fulton (Dirigent), Orchestre Philharmonique de Monte Carlo, Ensemble Vocal Jean Laforge.
 John Aler (Alphonse), Alain Munier (Lorenzo), Jean-Philippe Courtis (Selva), Alfredo Kraus (Masaniello), Frédéric Vassar (Borella), Jean-Philippe Lafont (Pietro), Daniel Ottavaere (Fischer), June Anderson (Elvire), Martina Mahé (Ehrendame).
 Studioaufnahme; leicht gekürzt, mit Arie des Alphonse in der Introduktion (Nr. 1) und Duett Alphonse/Elvire am Anfang des dritten Akts.
 EMI CD: 7 49284 2, EMI LP.[3]:321
- 1991 – Patrick Fournillier (Dirigent).
 Tiziana Fabbricini (Elvire), William Shimell, José Sempere.
 Video; live aus Ravenna.
 Premiere Opera DVD 5958 (1 DVD).[3]:322
- 2005 – Walter Proost (Dirigent), Chamber Orchestra for Flanders.
 Alexei Grigorev (Alphonse und Masaniello), Anja van Engeland (Elvire).
 Highlights (12 Stücke).
 Etcetera KTC 1285.[4]
- 24.–26. Mai 2011 – Antony Hermus (Dirigent), Anhaltische Philharmonie, Opernchor des Anhaltischen Theaters.
 Oscar de la Torre (Alphonse), Angus Wood (Lorenzo), Ulf Paulsen (Selva), Diego Torre (Masaniello), Kostadin Arguirov (Borella), Wiard Witholt (Pietro), Stephan Biener (Moreno), Angelina Ruzzafante (Elvire), Anne Weinkauf (Ehrendame).
 Gesamtaufnahme; aus dem Großen Haus des Anhaltischen Theaters Dessau.
 cpo 777 694-2.[5]